# Leonel Eduardo Pilipauskas Rodríguez
Leonel Pilipauskas (Montevideo, 18 de maig de 1975) és un exfutbolista uruguaià, que ocupava la posició de migcampista.
Va començar al Bella Vista del seu país. La temporada 99/00 es desplaça a l'Atlètic de Madrid, de la primera divisió espanyola, però no té massa èxit: només hi juga quatre partits i el seu equip perd la categoria. Retorna a l'Uruguai per jugar amb Peñarol i Fénix. Entre 2005 i 2008 milita a l'Instituto de Córdoba argentí, i després d'un breu retorn a Fénix, fitxa pel Platense, també argentí.
Pilipauskas ha estat internacional amb la selecció de l'Uruguai en quatre ocasions. Va formar part del combinat del seu país que va acudir a la Copa Amèrica de 1999, on van ser subcampions.